# آدل فوشه
آدل فوشه (انگلیسی: Adèle Foucher; 1807– ۲۷ اوت ۱۸۶۸) زندگی‌نامه‌نویس اهل فرانسه بود. او همسر ویکتور هوگو بود.